# Copa Interclubes de la Uncaf Femenino 2018
La Copa Interclubes de la Uncaf Femenino de 2018 fue la tercera edición de la Copa Interclubes de la Uncaf Femenino con sede en Panamá, se disputó entre 7 clubes de Centroamérica, que dio inicio el 24 de septiembre de 2018 hasta el 29 de septiembre de 2018.

## Equipos participantes
| Equipos participantes | Equipos participantes | Equipos participantes   | Equipos participantes |
| --------------------- | --------------------- | ----------------------- | --------------------- |
| A. D. Moravia         | Jewel Fury            | Alianza F. C.           | UNIFUT                |
| C. D. Olimpia         | Águilas de León       | S. D. Atlético Nacional |                       |

## Fase de grupos

### Grupo A
| Equipo                  | Pts. | PJ | PG | PE | PP | GF | GC | DF  |
| ----------------------- | ---- | -- | -- | -- | -- | -- | -- | --- |
| UNIFUT                  | 7    | 3  | 2  | 1  | 0  | 15 | 2  | 13  |
| S. D. Atlético Nacional | 4    | 3  | 1  | 1  | 1  | 8  | 2  | 6   |
| C. D. Olimpia           | 4    | 3  | 1  | 1  | 1  | 3  | 8  | -5  |
| Jewel Fury              | 1    | 3  | 0  | 1  | 2  | 3  | 17 | -14 |

| 24 de septiembre de 2018 | Jewel Fury          | 1:8 | UNIFUT | Estadio Maracaná, Ciudad de Panamá |  |
|                          | Jaqueline Jolon 68' |     | Yuvitza Mayén 13' 26' 43' · María Monterroso 18' 72' · Marilyn Rivera 44' · Kimberly de León 50' · Vivian Herrera 70' |                                    |  |

| 24 de septiembre de 2018 | S. D. Atlético Nacional | 0:1 | C. D. Olimpia     | Estadio Maracaná, Ciudad de Panamá |  |
|                          |                         |     | Fátima Romero 23' |                                    |  |

| 25 de septiembre de 2018 | UNIFUT                                                   | 6:0 | C. D. Olimpia | Estadio Maracaná, Ciudad de Panamá |  |
|                          | María Monterroso 13' 20' 47' 64' · Yuvitza Mayén 42' 72' |     |               |                                    |  |

| 25 de septiembre de 2018 | S. D. Atlético Nacional                                                                                  | 7:0 | Jewel Fury | Estadio Maracaná, Ciudad de Panamá |  |
|                          | Yomira Pinzón 32' 74' · Solemar Ortiz 55' · Anuvis Ángulo 57' · Natalia Mills 61' · Kenia Rangel 70' 71' |     |            |                                    |  |

| 26 de septiembre de 2018 | C. D. Olimpia                         | 2:2 | Jewel Fury                           | Estadio Maracaná, Ciudad de Panamá |  |
|                          | Fátima Romero 7' · Marcela Pineda 31' |     | Anijay Quiroz 37' · Naomi Gamboa 74' |                                    |  |

| 26 de septiembre de 2018 | S. D. Atlético Nacional | 1:1 | UNIFUT           | Estadio Maracaná, Ciudad de Panamá |  |
|                          | Yomira Pinzón 55'       |     | Yuvitza Mayén 4' |                                    |  |

### Grupo B
| Selección       | Pts. | PJ | PG | PE | PP | GF | GC | DF |
| --------------- | ---- | -- | -- | -- | -- | -- | -- | -- |
| A. D. Moravia   | 4    | 2  | 1  | 1  | 0  | 4  | 1  | 3  |
| Alianza F. C.   | 4    | 2  | 1  | 1  | 0  | 4  | 2  | 2  |
| Águilas de León | 0    | 2  | 0  | 0  | 2  | 1  | 6  | -5 |

| 24 de septiembre de 2018 | Águilas de León   | 1:3 | Alianza F. C.                                                 | Estadio Maracaná, Ciudad de Panamá |  |
|                          | Sheyla Flores 57' |     | Sandra Tamacas 40' · Alejandra Herrera 55' · Lesly Molina 72' |                                    |  |

| 25 de septiembre de 2018 | Alianza F. C.    | 1:1 | A. D. Moravia    | Estadio Maracaná, Ciudad de Panamá |  |
|                          | Brenda Cerén 32' |     | Daniela Coto 32' |                                    |  |

| 26 de septiembre de 2018 | A. D. Moravia                                            | 3:0 | Águilas de León | Estadio Maracaná, Ciudad de Panamá |  |
|                          | Jazmín Elizondo 49' · Diana Sáenz 54' · Daniela Coto 66' |     |                 |                                    |  |

## Fase final

### Semifinales
| 28 de septiembre de 2018 | UNIFUT                                   | 2:0 | Alianza F. C. | Estadio Maracaná, Ciudad de Panamá |  |
|                          | Yuvitza Mayén 32' · María Monterroso 62' |     |               |                                    |  |

| 28 de septiembre de 2018 | A. D. Moravia   | 1:1 (14:13 p.) | S. D. Atlético Nacional | Estadio Maracaná, Ciudad de Panamá |  |
|                          | Diana Araya 47' |                | Anuvis Angulo 63'       |                                    |  |

### Tercera posición
| 29 de septiembre de 2018 | Alianza F. C.                               | 3:1 | S. D. Atlético Nacional | Estadio Maracaná, Ciudad de Panamá |  |
|                          | Brenda Cerén 8' 46' · Alejandra Herrera 53' |     | Natalia Mills 40'       |                                    |  |

### Final
| 29 de septiembre de 2018 | UNIFUT            | 1:0 | A. D. Moravia | Estadio Maracaná, Ciudad de Panamá |  |
|                          | Yuvitza Mayén 68' |     |               |                                    |  |

|                            |
| Bandera de Guatemala       |
| Campeón UNIFUT 1.er título |

## Estadísticas

### Goleadoras
| Jugadora         | Equipo            | Goles |
| ---------------- | ----------------- | ----- |
| Yuvitza Mayén    | UNIFUT            | 8     |
| María Monterroso | UNIFUT            | 7     |
| Yomira Pinzón    | Atlético Nacional | 3     |
| Brenda Céren     | Alianza FC        | 3     |

### Tabla general
| Pos. | Equipo                  | Pts | PJ | PG | PE | PP | GF | GC | Dif. |
| ---- | ----------------------- | --- | -- | -- | -- | -- | -- | -- | ---- |
| 1    | UNIFUT                  | 13  | 5  | 4  | 1  | 0  | 18 | 2  | 16   |
| 2    | A. D. Moravia           | 5   | 4  | 1  | 2  | 1  | 5  | 3  | 2    |
| 3    | Alianza F. C.           | 7   | 4  | 2  | 1  | 0  | 7  | 5  | 2    |
| 4    | S. D. Atlético Nacional | 5   | 5  | 1  | 1  | 3  | 10 | 6  | 4    |
| 5    | C. D. Olimpia           | 4   | 3  | 1  | 1  | 1  | 3  | 8  | -5   |
| 6    | Jewel Fury              | 1   | 3  | 0  | 1  | 2  | 3  | 17 | -14  |
| 7    | Águilas de León         | 0   | 2  | 0  | 0  | 2  | 1  | 6  | -5   |